# Абулафия
Абулафия (араб. أبو العافية‎, ивр. אבולעפיה‎) — фамилия сефардских евреев с арабской этимологией.

## История
Период мавританского правления на Пиренейском полуострове (Испания и Португалия), которое продолжалось около 800 лет, считается периодом терпимого сосуществования между христианами, мусульманами и евреями (см. Золотой век евреев в Испании). Евреи в Испании свободно владели ивритом, испанским и арабским языками. Среди испанских евреев было распространён арабский язык для светских имён и фамилий для использования за пределами синагоги.
Среди видных представителей семьи Абулафия в Испании были каббалисты Тодрос и Авраам Абулафия, влиятельный раввин Толедо Меир Абулафия, поэт Тодрос Абулафия и королевский казначей Дон Самуэль Абулафия, для которого была построена синагога Transito в Толедо, которая остаётся одним из самых красивых памятников Толедо.
После успешной Реконкисты в 1492 году издаётся указ Альгамбра, предусматривающий изгнание евреев из Испании. В результате многие Абулафия, а также и другие евреи, не принявшие католицизм, покинули Испанию и поселились в основном в Османской империи, где султан предоставил убежище семье Абулафия и другим сефардским евреям.
Фамилия не исчезла полностью в самой Испании, и среди испанских католиков всё ещё встречается фамилия Аболафио.
Те Абулафия, которые остались в Италии, стали известны как Abolaffio, Bolaffio и Bolaffi. Абулафия, как и большинство других изгнанных сефардов, поселились в основном в европейской части империи: в Салониках (в современной Греции) и в Стамбуле. Там эта фамилия была наиболее распространена до начала иммиграции в другие части Османской империи, таких как современные Тунис и Родос.
Османская империя рухнула после Первой мировой войны, и Турция становится её правопреемницей. После Второй мировой войны и создания государства Израиль почти все сефардские общины бывшей Османской империи переехали в Израиль, Францию и Соединённые Штаты.
Сегодня Абулафия — распространённая сефардская фамилия в Израиле, она также присутствует во Франции, США, Австралии и Латинской Америке.
Следует отметить, что после изгнания из Испании ветви семьи Абулафия поселились на территории Израиля, изначально в Цфате, где они основали длинную раввинскую династию, а затем в Тверии, где синагога Хаима Абулафии остаётся главной сефардской синагогой, и могила раввина является местом паломничества.
Хаим Абулафия Нисим был главным раввином в Иерусалиме в XIX веке и имел тесные отношения с Мозесом Монтефиори. Палестина в то время также находилась под владычеством Османской империи. Считается, что некоторые из Абулафия, поселившиеся в Земле Израиля, впоследствии приняли ислам и арабский язык в качестве основного и сегодня отождествляют себя с палестинцами и израильскими арабами.
Другие Абулафия принимали активное участие в основании Тель-Авива в начале XX века.

## Личности

### Исторические
- Тодрос Бен-Йосеф Абулафия (1225 — около 1285) — известный сефардский еврей
- Авраам бен Самуэль Абулафия (1240, Сарагоса — после 1291, Комино) — каббалист
- Меир бен Тадрос Халеви Абулафия (Рама) — крупный сефардский раввин XIII века
- Хаим Бен Яааков Абулафия (1660—1744)
- Самуил Галеви Абулафия (ок. 1320—1360) — финансовый деятель Испании, судья, дипломат и казначей при короле Педро I Кастильском.

### Современные
- Давид Самуэль Харвард Абулафия[англ.] (р. 1949), историк
- Йоси Абулафия[англ.], писатель, художник
- Михаэль Аболафия, поэт и писатель
- Луис Аболафия[англ.], (1941, Манхеттен — 1995) Кандидат в президенты США от партии нудистов, артист, автор фразы Make Love, Not War[2].

## Пекарня Абулафия
Пекарня Абулафия в Яффо основана в 1879 г. и является важной достопримечательностью города. Пекарня принадлежит арабской семье Абулафия и основана Саидом Абулафия — арабом, который был усыновлён Шломо Абулафия.